# Rimeta Beniamina
Rimeta Beniamina est un homme politique kiribatien.
Ayant obtenu une licence de Sciences appliquées au Australian Maritime College en Tasmanie et un diplôme en pêcheries tropicales à l'Université du Pacifique sud, il intégra l'administration publique aux Kiribati, travaillant dans la surveillance de bateaux de pêche étrangers opérant dans les eaux kiribatiennes, et la délivrance de licences aux propriétaires de ces bateaux.
Il fit son entrée en politique en étant élu député de la circonscription de Nikunau lors des élections législatives de 2002, prenant la suite de son père, le Vice-Président de la République Beniamina Tinga, « homme politique de longue date qui ne pouvait participer à l’élection en raison de sa santé ». Il conserva le siège aux élections anticipées de 2003, provoquées par la chute du gouvernement, puis lors des élections de 2007. En août 2010, à la suite de la fusion des partis Maneaban Te Mauri (Protégeons le Maneaba) et Kiribati Tabomoa, il prit la tête de la Coalition unie (Karikirakean Tei-Kiribati) qui en résulta, et fut reconnu comme chef de l'Opposition officielle au gouvernement du Président Anote Tong. En décembre 2010, il institua une motion de confiance à l'encontre du gouvernement, l'accusant notamment d'une mauvaise gestion de l'économie ; la motion fut rejetée par vingt-quatre voix contre dix-neuf, avec trois abstentions.
Réélu député lors des élections législatives d'octobre 2011, il visa la présidence de la République. Le Dr. Tetaua Taitai étant choisi comme candidat du Karikirakean Tei-Kiribati, Beniamina rejoignit le parti Maurin Kiribati, dont il fut désigné candidat pour l'élection présidentielle. Il termina troisième et dernier, recueillant 22,8 % des suffrages,.
Il rejoint ensuite la majorité parlementaire du président Anote Tong, qui le nomme ministre des Communications, des Transports et du Tourisme. Il est également vice-président de la commission parlementaire sur les questions de changement climatique, l'une des priorités du gouvernement Tong. Il conserve son siège lors des élections législatives de janvier 2016, sous l'étiquette du parti Boutokaan te koaua, le parti du gouvernement sortant. Il est choisi par le Parlement pour être à nouveau candidat à l'élection présidentielle de mars 2016, sous les couleurs cette fois du BTK.